# Uromyces ipatingae
Uromyces ipatingae är en svampart som beskrevs av F.A. Ferreira & Y. Hirats. 1999. Uromyces ipatingae ingår i släktet Uromyces och familjen Pucciniaceae.   Inga underarter finns listade i Catalogue of Life.